# Réacteur à eau bouillante
Pour les articles homonymes, voir BWR.
Un réacteur à eau bouillante (REB, ou BWR pour l'anglais boiling water reactor) est un type de réacteurs nucléaires de puissance. C'est le deuxième type de réacteurs le plus répandu dans le monde. 
Le combustible nucléaire d'un REB est de l'oxyde d'uranium faiblement enrichi. La proportion d'isotope uranium 235, fissile, y varie de 3 à 5 % selon les pays. 
Les REB sont des réacteurs à neutrons thermiques utilisant de l'eau ordinaire (dite eau légère, par opposition à l'eau lourde D2O) comme modérateur et fluide caloporteur. Contrairement aux réacteurs à eau préssurisée, les REB ne possèdent pas de séparation entre le coeur et la turbine. Ainsi, l'eau est vaporisée directement dans le coeur du réacteur (à une pression d'environ 70 bar) avant d'être injéctée dans la turbine entrainant donc le générateur et permettant ainsi la production d'électricité. Immédiatement après la turbine, le fluide sortant est condensé dans un échangeur de chaleur à l'aide d'eau de refroidissement issue d'un circuit secondaire. Cette eau provient de la source froide de la centrale (généralement la mer ou une rivière et plus rarement, l'air). 
La majorité des REB sont de conception américaine ou japonaise ainsi que certains modèles allemands ou suédois. Des centrales nucléaires électrogènes utilisant des REB peuvent être trouvées aux États-Unis, au Japon, en Suède, en Finlande, en Espagne et en Suisse, notamment.

## Histoire
Après la Seconde Guerre mondiale, le Congrès des États-Unis vote l'"Atomic Energy Act" créant une nouvelle agence gouvernementale, la Commission de l'énergie atomique des États-Unis (en anglais « United States Atomic Energy Commission (AEC) ») chargée de développer les utilisations militaires et civiles de l'atome. La première production expérimentale d'électricité d'origine nucléaire est obtenue le 20 décembre 1951 avec le réacteur à neutrons rapides EBR-l, construit par le laboratoire national de l'Idaho. Le réacteur produit ce jour-là suffisamment de puissance électrique pour allumer quatre ampoules, puis tout le bâtiment le jour suivant.
Le président des États-Unis Eisenhower prononce à l'Assemblée générale des Nations unies  le 8 décembre 1953 son discours « Atoms for peace »  (« Des Atomes pour la paix »), dans lequel il plaide pour le développement de l’utilisation de l’énergie nucléaire à des fins civiles, et plus particulièrement pour la production d'électricité. Il ouvre ainsi la voie au développement de l'énergie nucléaire civile aux États-Unis, et également dans le monde entier. 
Sous la direction de l’amiral Hyman Rickover, les États-Unis développent le réacteur à eau pressurisée (REP) pour l’utilisation dans la marine (en particulier les sous-marins). Le REP utilise comme combustible un oxyde d'uranium enrichi et est modéré et refroidi par de l'eau ordinaire. La construction du prototype de réacteur naval Mark 1 est engagée en mars 1953 dans l'Idaho, et le premier sous-marin à propulsion nucléaire, le USS Nautilus, est lancé en 1954. En 1959, les États-Unis et l'URSS lancent simultanément leur premier navire de surface à propulsion nucléaire. L’expérience de l’utilisation du réacteur Mark 1 dans la marine conduit la Commission de l'énergie atomique des États-Unis à autoriser Westinghouse à construire le réacteur de démonstration de Shippingport en Pennsylvanie, d’une puissance de 60 MWe, inauguré en 1957 et exploité jusqu'en 1982.
Parallèlement à Westinghouse, l’industriel General Electric, avec l’appui de deux laboratoires de recherche, le Knolls Atomic Power Laboratory et l'Argonne National Laboratory, se prépare aussi à entrer dans cette nouvelle industrie avec un nouveau type de réacteur, le réacteur à eau bouillante. Un réacteur de démonstration, Vallecitos, est construit en 1956 et mis en service en 1957. Même si Westinghouse avait l’appui du gouvernement américain, c’est bien l’usine de Vallecitos qui reçoit la première licence d’exploitation commerciale.

## Descriptif et fonctionnement

### Description générale du réacteur à eau bouillante
Un réacteur à eau bouillante est un réacteur à neutrons thermiques où l'eau circulant dans le cœur assure à la fois les fonctions de fluide caloporteur et de modérateur.
Le contrôle neutronique du cœur est uniquement assuré par des barres de contrôle en carbure de bore. L'eau de refroidissement est partiellement vaporisée dans le cœur. Comme pour le réacteur à eau pressurisée, cette eau circule sous pression, mais à une pression inférieure, de 70 à 80 bars contre de 155 à 160 bars,.

#### Premier type: deux circuits avec un générateur de vapeur
Le premier type de REB produit dans les années 1960, le BRW-1, s’appuyait sur le principe d’un cycle dual de Rankine. La vapeur produite dans le cœur était séparée dans un ballon de vapeur pour être turbinée. L'eau à saturation du ballon passait par la suite dans un générateur de vapeur qui, dans sa partie secondaire, utilisait de la vapeur à une pression légèrement inférieure à la pression primaire. En sortie de turbine, après condensation, l'eau était redirigée vers la cuve et le secondaire du générateur de vapeur. Une vanne de régulation du débit vapeur du circuit secondaire permettait de réguler la turbine en fonction de la puissance neutronique.

#### Deuxième type: circuit unique avec séparation de la vapeur en cuve et recirculation de l'eau saturée
À partir du modèle BRW-2, le circuit vapeur a été simplifié pour que ne soit turbinée que la vapeur produite. La cuve a ainsi été modifiée pour permettre la recirculation de l'eau non évaporée en sortie du cœur par l'introduction de séparateurs, de sécheurs et d'un espace annulaire permettant le mélange du débit de recirculation avec l'eau alimentaire. Afin d'améliorer le débit dans le cœur, un circuit prélève une partie de l'eau pour la réinjecter dans une sorte de tuyère appelée éjecteur (jet-pump). Ce principe permet un accroissement important du débit primaire tout en ne prélevant, dans l'espace annulaire qu'une partie du débit d'eau (environ 30 %).
Ainsi, comme le figure le schéma ci-contre, à la différence du réacteur à eau pressurisée, le réacteur à eau bouillante n'a qu'un seul circuit d'eau alimentaire et de vapeur produite après évaporation dans la cuve. L'eau et la vapeur en circulation peuvent être appelées « primaires » en ce sens que le fluide en question a traversé le cœur pour en extraire la chaleur produite.
L'eau alimentaire extraite du condenseur est pompée à la pression de la cuve via les pompes alimentaires principales et admise dans celle-ci en périphérie du panier support du cœur. Elle se trouve mélangée et réchauffée par un débit important d'eau saturée provenant de la séparation de l'émulsion vapeur- eau produite dans le cœur.
En sortie du cœur le mélange eau-vapeur est séparé de façon statique gravitaire et par centrifugation. La vapeur produite est dirigée vers les collecteurs de vapeur et les turbines en aval, l'eau saturée est quant à elle recirculée pour être mélangée à l'eau alimentaire plus froide.
Le mélange d'eau sous saturé (eau alimentaire froide et eau de recirculation saturée) descend le long de la paroi de cuve où il est repris au travers de boucles primaires externes à la cuve par des pompes primaires pour être dirigé dans le cœur et traverse ensuite le cœur où la chaleur produite est extraite provoquant un réchauffage à saturation et une évaporation. 
En fonctionnement à pleine puissance, le débit massique d'eau et de vapeur en ébullition passant dans le cœur est typiquement 7 fois supérieur au débit nominal de vapeur produite.
Ainsi, d'un point de vue strictement fonctionnel en vue de la génération de vapeur, la cuve et le cœur du REB sont très similaires à une chaudière classique à recirculation forcée.

#### Troisième type: circuit unique avec recirculation par pompe à rotor noyé
Par la suite les quatre boucles de recirculation ont été remplacées par des pompes à rotor noyé implantées directement sur la cuve en partie inférieure de celle-ci. C'est le principe du S90 du groupe suédois ABB Atom qui a été repris pour l’ABWR (Advanced boiling water reactor) de General Electric et le projet Kerena (ex SWR 1000) du groupe Areva NP. 
Cette modification 
- simplifie la cuve
- minimise le nombre de circuits et donc la taille de l'enceinte[A 2].
- réduit le risque de rupture de tuyauteries primaires
- limite l'irradiation gamma

#### Quatrième type: circuit unique sans pompe de recirculation
General Electric ainsi qu'Energatom (Russie) proposent également des réacteurs dont la circulation dans la cuve est entièrement en convection naturelle:
- l'ESBWR de GE
- le BWRX-300 de GE
- ainsi que le VK 300 russe

### Le cœur et le combustible

#### Les pastilles
Le combustible nucléaire utilisé dans le cœur d'un REB est de l'oxyde d’uranium. Les taux d'enrichissement utilisés dans les REB sont les mêmes au 1er ordre que ceux utilisés dans les REP.
Le dioxyde d'uranium servant de combustible est conditionné sous forme de pastilles en céramique très résistantes à la chaleur (plus de 2 000 °C). Leur fabrication comporte plusieurs étapes. Le matériau d’origine, l’hexafluorure d'uranium, est chauffé dans un four rotatif en présence de vapeur d’eau et d’hydrogène et ainsi transformé en oxyde d’uranium UO2 et du fluorure d'hydrogène HF. Puis de l’octaoxyde de triuranium U3O8 (résultant de l’oxydation d’UO2) est ajouté pour faciliter la formation de pores. Le résultat est réduit sous forme de poudre à laquelle on ajoute un lubrifiant (du stéarate de zinc) pour faciliter le pastillage qui est obtenu ensuite par pressage dans des matrices. Les pastilles sont cylindriques de hauteur 13,5 mm et de diamètre 8 mm. Elles sont ensuite cuites dans un four par un procédé dit de frittage, à 1 700 °C, sous atmosphère réductrice avec hydrogène, usinées pour ajuster leur forme et faciliter l’introduction dans les gaines et enfin contrôlées .

#### Les crayons
Les pastilles de combustible sont disposées dans un tube d'environ 4 mètres de long, contenant un empilement d'environ 360 pastilles, formant ce que l’on appelle un crayon. La gaine entourant les pastilles et constituant l’enveloppe du crayon est en alliage de zirconium.  L’intérêt de ce matériau est de résister à des hautes températures et à un environnement très corrosif et de ne pas absorber les neutrons.
Le Zircaloy-2 (Zy-2) a principalement été utilisé pour les réacteurs à eau bouillante. Il est composé de 97,5 % en masse de zirconium additionné d'étain (1,2 à 1,7 %), de fer (0,7 à 0,2 %), de chrome (0,05 à 0,15 %), de nickel (0,03 à 0,08 %), d’oxygène (0,09 à 0,16 %) et de silice (0,005 à 0,012 ). Il contient également des impuretés en très faibles quantités, comme de l’aluminium, du bore, du cadmium, du carbone, du cobalt ou du hafnium. Les dépôts de hafnium (< 0,01 %) doivent dans la mesure du possible être enlevés en raison de leur fort taux d’absorption des neutrons. La composition exacte dépend en fait des fabricants,.
L’alliage est livré par les producteurs sous forme d’éponge de zirconium. Celle-ci est transformée par chauffage dans un four à arc électrique en lingots qui par forgeage, traitement thermique et trempe sont ensuite façonnés sous forme de billettes cylindriques de 20 cm de diamètre. Pour être transformée en tube, la barre subit un filage à chaud, un laminage à froid et un traitement de recuit. Le tube de gaine est obtenu ensuite par un laminage de précision pour atteindre les dimensions requises : 9,5 mm de diamètre extérieur et 0,57 mm d’épaisseur. La Compagnie européenne du zirconium (Cezus), filiale d'AREVA, est leader mondial sur le marché de la fabrication de gainages en alliage de zirconium des tubes des assemblages combustibles.
Le premier REB à utiliser du Zyrcaloy-2 fut le réacteur BWR-1 de Dresde en 1960. Des problèmes de corrosion de la gaine apparurent dès le début d’exploitation. En 1988 et plusieurs années plus tard, plusieurs REB connurent des incidents de rupture des gaines de zirconium qui se dégradèrent occasionnant d’importants rejets de produits de fission et le lessivage du combustible. Ces fissures de la gaine de zirconium provenaient principalement de la faible résistance à la corrosion de ces matériaux dans un environnement d’ébullition nucléée et d'hydrogène. En plus de la corrosion côté eau, il y a eu des corrosions internes par les produits de fission, des interactions pastilles-gaine et des fragilisations de la gaine par absorption d'hydrogène (hydruration). Pour améliorer la résistance à la corrosion de la gaine, Siemens (aujourd'hui Areva NP) a développé un revêtement en alliage de Zr-Fe comportant 0,4 % de fer. GE et Westinghouse Electric Sweden ajoutèrent également du fer dans leur alliage, mais dans des proportions moindres mais d’autres mesures ont permis également d’améliorer la résistance de la gaine comme la diminution de l'humidité résiduelle dans la pastille d’oxyde d’uranium, la pressurisation sous atmosphère d'hélium du crayon ou la réalisation d’une gaine en double couche, procédé de General Electric, la couche extérieure (90 % de l’épaisseur) étant du Zyrcaloy-2 et la couche intérieure du zirconium pur et mou, permettant d’absorber les aspérités des pastilles. Le Zircaloy-2 est encore utilisé dans les REB.

#### Les assemblages
Les crayons sont regroupés dans des assemblages combustible ou boîtiers  à section carrée. Afin d’assurer une circulation axiale de l’eau, des canaux à eau ont été maintenus à l’intérieur des assemblages, ce qui n’est pas le cas pour les REP . Le premier assemblage réalisé comportait des rangées de 6 crayons et était donc composé de 6×6 = 36 crayons. Il n’a toutefois été utilisé que dans le premier modèle de cœur BRW-1 et dans le réacteur de démonstration JPDR (Japan Power Demonstration Reactor) qui a fonctionné de 1960 à 1963 au Japon.
Dès 1970, des assemblages 7×7, soit 49 crayons, ont été utilisés dans les réacteurs BWR-2. C’est ainsi le cas du réacteur Tsuruga-1 au Japon. Des assemblages 8×8, 9×9, 10×10 et 11×11 ont également été créés. Les réacteurs à eau pressurisée utilisent quant à eux des assemblages comportant un plus grand nombre de crayons : 13×14, 14×14, 15×15, 15×16, 16×16, 17×17 et 18×18. 
Quelques assemblages ont eu des usages très spécifiques. Ainsi les réacteurs de Big Rock Point ont eu des assemblages de 2,13 m de long disposés en 7×7, 8×8, 10×10 et 11×11, fabriqués spécialement pour ce réacteur.
Les caractéristiques dimensionnelles des assemblages pour les réacteurs à eau bouillante sont variables selon le fabricant et sa destination. Aux États-Unis, en 1993, les longueurs des assemblages pour réacteurs à eau bouillante variaient de 2,13 m à 4,48 m. Leur largeur variait de 13,8 à 16,6 cm, les plus grands étant les plus utilisés. 65 % du parc était constitué d’assemblages de dimensions 4,48 × 0,138 m et 32 % d’assemblages d'assemblages de 4,35 × 0,138 m. 
Aux États-Unis, en 1993, 131 types différents d’assemblages  avaient été fabriqués.
Chaque assemblage est identifié par un numéro de série qui permet de le suivre tout au long de sa vie. Aux États-Unis ce numéro a été standardisé par L’American National Standards Institute (ANSI) en 1978.

#### Les barres de commandes
Les différences principales entre les cœurs REB et REP sont liées au système de contrôle neutronique du cœur :
- dans un REP les mécanismes de manœuvre des absorbants de contrôle de la réaction nucléaire sont placés au-dessus du cœur,
- dans un REB les mécanismes de manœuvre sont au-dessous du cœur suivant un dessin général assez similaire à celui des piles piscines.

### La cuve
La cuve des REB est généralement une cuve de grande taille pour la raison principale que les cœurs de REB sont de fort volume et typiquement deux fois plus volumineux que les cœurs des REP

### L'enceinte de confinement
Dans bon nombre de REB:

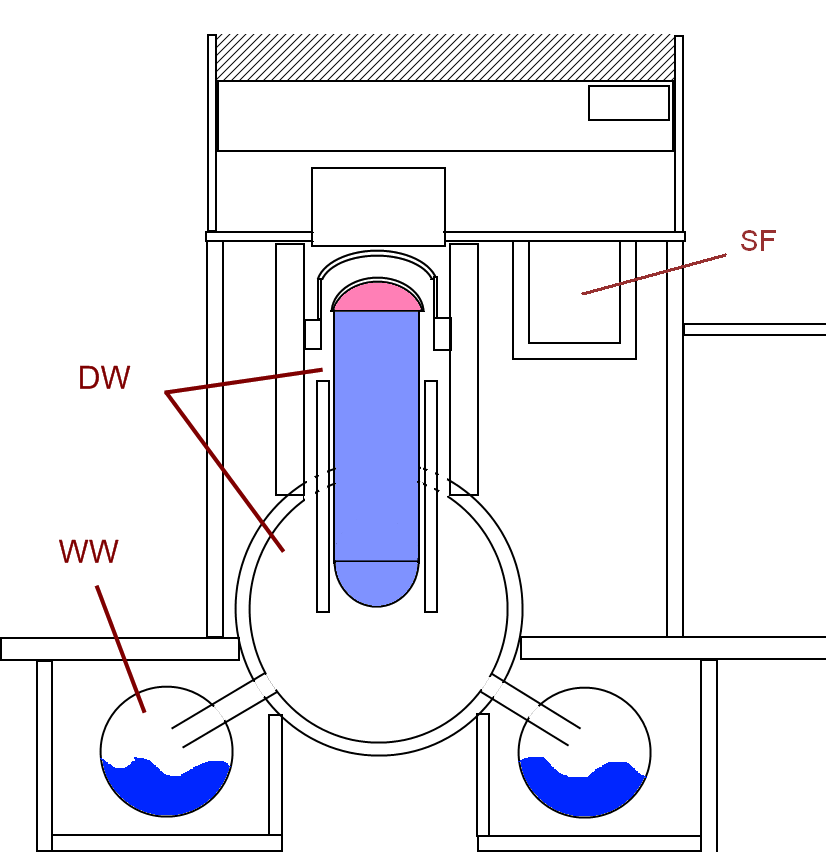
Coupe schématique d'un réacteur à eau bouillante de type Mark I. DW = enceinte sèche. WW = piscine en acier, de forme torique, où l'on condense la vapeur d'eau issue accidentellement du cœur du réacteur. SF = piscine de combustible usé.
À signaler que comme le croquis ne l'indique pas les tuyauteries de communication avec l'atmosphère de enceinte de confinement plongent dans l'eau de la réserve de barbotage en fonctionnement normal de façon à obtenir un effet de condensation de la vapeur en cas de montée de pression dans l'enceinte de confinement

Vue schématique d'un BWR de type Mark 1

- les enceintes de confinement sont équipées de système de suppression/écrêtage de pression notamment à l'aide de systèmes de barbotage de vapeur
- les enceintes sont sous atmosphère neutre, en principe sous azote.

### Le circuit de réfrigération des condenseurs des turbines
Comme n'importe quel type de centrale thermique (nucléaire ou classique à flamme), le condenseur des turbines à vapeur d'un REB est réfrigéré par une grande quantité d'eau froide pompée dans un fleuve ou la mer. 
À proximité d'un REB réfrigéré par une rivière ou un fleuve, on trouve aussi généralement une tour de réfrigération pour réfrigérer l'eau utilisée dans le circuit des condenseurs des turbines par évaporation de l'eau de la rivière et échange thermique avec l'air extérieur lorsque le débit du fleuve ou de la rivière n'est pas suffisant pour assurer une réfrigération simple phase.

### Les circuits de sauvegarde
Les circuits de sécurité des installations varient selon le modèle de réacteur ;  il n'est pas aisé d'en donner une description universelle pour l'ensemble des réacteurs de la filière à eau bouillante ; on peut dire cependant :
- que la réfrigération d'arrêt est en principe assurée par réfrigération monophasique de l'eau contenue dans la cuve en mettant à contribution les boucles primaires de recirculation, éventuellement passive (pouvant fonctionner sans électricité) ; c'est le cas des réacteurs Mark (de la centrale nucléaire de Fukushima-Daiichi et d'autres centrales, américaines notamment[18])
- que des réfrigérations de secours sont organisées généralement par condensation de vapeur avec retour de l'eau condensée à la cuve ou vers une caisse de condensation avec dans ce cas ré-injection d'eau dans la cuve
- que des circuits d'injection de sécurité d'eau en cuve existent qui sont assez fiables en ce sens qu'ils sont de facto de nature voisine ou dérivés des circuits d'eau alimentaire du réacteur ; ce peuvent être par exemple les circuits de démarrage de l'installation qui sont donc testés à chaque mise en route ; en outre une mesure de niveau cuve très fiable existe sur un REB qui est mise à contribution pour le pilotage de l'injection de sécurité

Le schéma ci-contre présente à titre d'exemple les circuits de sécurité imaginés pour le projet SWR 1000 / KERENA. 
Comme dans le cas de l'ESBWR, le projet SWR 1000 met en œuvre une réserve d'eau importante sans pression placée au-dessus de l'enceinte de confinement et utilisée pour la réfrigération passive du réacteur et de l'enceinte de confinement. Il s'agit là d'une innovation simple et très efficace si elle est correctement mise en œuvre (lors de la catastrophe de Fukushima, les opérateurs du réacteur no 1 semblaient ne pas savoir qu'ils devaient ouvrir manuellement les vannes de l'IC (Condenseur d'isolement) qui se sont automatiquement fermées lors de la coupure d'électricité induite par le tsunami. Ces vannes ont été ouvertes beaucoup trop tard, puis refermées alors que selon certains experts, il aurait été préférable de les maintenir ouvertes, même après la perte de toute l'eau de refroidissement de ces condenseurs).

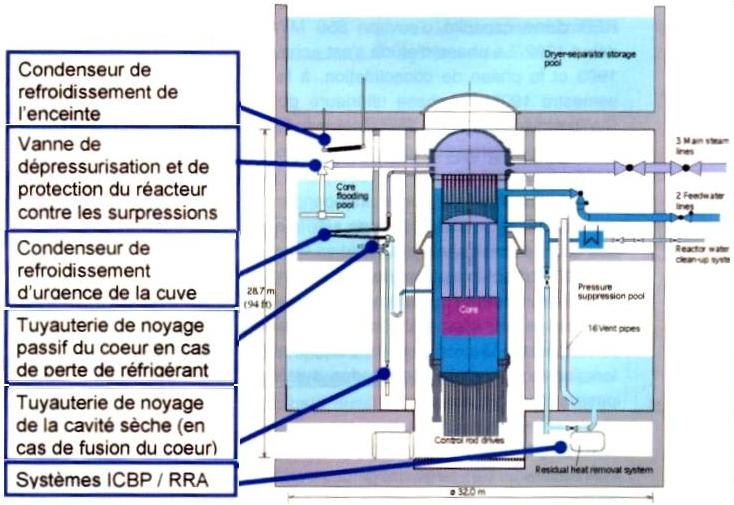
Exemples de systèmes passifs d'un REB : le réacteur SWR 1000

## Répartition du parc mondial
Au 31 décembre 2009, l'Agence internationale de l'énergie atomique recensait 92 réacteurs à eau bouillante en exploitation dans le monde, soit 21 % du parc mondial de réacteurs qui s'établissait à 437. La répartition par filière et par continent est présentée dans le tableau suivant. 
| Filière                                                  | modérateur | caloporteur     | acro. angl. | répartition par continent | répartition par continent | répartition par continent | répartition par continent | Total | Proportion |
| Filière                                                  | modérateur | caloporteur     | acro. angl. | Afrique                   | Amérique                  | Asie                      | Europe                    | Total | Proportion |
| -------------------------------------------------------- | ---------- | --------------- | ----------- | ------------------------- | ------------------------- | ------------------------- | ------------------------- | ----- | ---------- |
| Réacteurs à eau pressurisée                              | eau légère | eau pressurisée | PWR         | 2                         | 71                        | 83                        | 109                       | 265   | 60,6 %     |
| Réacteurs à eau bouillante                               | eau légère | eau bouillante  | BWR         |                           | 37                        | 36                        | 19                        | 92    | 21,1 %     |
| Réacteurs à eau lourde pressurisée                       | eau lourde | eau lourde      | PHWR        |                           | 20                        | 23                        | 2                         | 45    | 10,3 %     |
| Réacteurs refroidis par gaz                              | graphite   | gaz             | GCR         |                           | 0                         | 0                         | 18                        | 18    | 4,1 %      |
| Réacteurs refroidis par eau légère, modérés par graphite | graphite   | eau légère      | LWGR        |                           | 0                         | 15                        | 0                         | 15    | 3,4 %      |
| Réacteurs surgénérateurs à neutrons rapides              | sans       | métal liquide   | FBR         |                           | 0                         | 1                         | 1                         | 2     | 0,5 %      |
| Total général                                            |            |                 |             | 2                         | 128                       | 158                       | 149                       | 437   |            |

Par ailleurs trois autres réacteurs étaient en construction, un au Japon et deux à Taiwan, quand 55 étaient en construction au niveau mondial, tous les autres étant des réacteurs à eau pressurisée. 
Les réacteurs à eau bouillante sont répartis dans dix pays : 35 aux États-Unis, 30 au Japon, 7 en Suède, 4 à Taïwan, 6 en Allemagne, 2 en Espagne, 2 en Finlande, 2 en Inde, 2 au Mexique et 2 en Suisse. Les États-Unis et le Japon se partagent ainsi près de 70 % du parc des réacteurs à eau bouillante.
Cette situation résulte des raisons principales suivantes :
- les REP dérivent directement des réacteurs de sous-marins nucléaires. Dès lors, la technique associée était nettement plus mûre que celle des REB dans les années 1960 et 70 durant lesquelles a eu lieu le premier développement du nucléaire électrogène dans le monde,
- les REB ont eu un développement plus lent, lié, entre autres, à la difficulté d'obtenir un gainage du combustible nucléaire étanche durablement en fonctionnement. Il en découlait notamment un bilan radiologique négatif en exploitation et une irradiation du personnel plus importante que dans le cas des REP. Ce point est d'ailleurs une des raisons du choix de la filière REP en France, au milieu des années 1970. Cette situation n'est plus d'actualité, grâce aux progrès faits par les REB notamment au niveau de l'étanchéité du gainage du combustible. Dans la situation présente, le bilan radiologique comparé est équilibré et même plutôt en faveur des REB dans de nombreux cas[Lesquels ?].

(La plus faible densité de puissance cœur des REB fait que le combustible est plus étanche sur les REB que sur les REP ; il en résulte une plus grande propreté des circuits et une moindre irradiation du personnel)

## Les types de réacteurs bouillants actuels et les évolutions de la filière

### Les réacteurs ESBWR
Une évolution intéressante du concept de REB est actuellement en étude par différents constructeurs consistant à simplifier davantage le système en supprimant les pompes primaires de re-circulation et les boucles ou excroissances de cuve associées (ESBWR notamment) Réacteur ESBWR. Ceci correspond à la même évolution qu'il y a entre les chaudières à re-circulation forcée ou naturelle. Il s'agit là d'une simplification importante génératrice d'une économie à l'investissement supplémentaire non négligeable mais non encore réalisée de façon industrielle.

### Projet KERENA d'AREVA
Le projet KERENA d'AREVA est la continuité du projet Siemens SWR 1000 lequel est lui-même une extrapolation en puissance du projet SWR 600.
Les projets SWR 600 puis SWR 1000, maintenant KERENA, mettent l'accent sur le renforcement de la sûreté via :
- la création d'une importante réserve d'eau froide implantée au-dessus de l'enceinte de confinement en lieu et place des piscines d'entreposage des éléments combustibles qui se trouvent déplacées
- la mise en œuvre de plusieurs systèmes passifs d'évacuation de la puissance résiduelle du cœur et de condensation de la vapeur d'enceinte mettant à profit la réserve d'eau en question

### Les réacteurs à eau supercritique
Le Forum International Génération IV a retenu le concept de « réacteur à eau supercritique » (RESC) comme l'un des concepts à développer (la technique de l'eau/vapeur supercritique pour la production d'électricité est déjà appliquée à certaines centrales thermiques au charbon). 
Dans le domaine électronucléaire, elle vise à prendre le meilleur des techniques REB (contrôle de la modération, rendement thermodynamique) et du REP (coefficient de vide négatif, mais non exagérément pour ne pas risquer de reprise de réactivité importante en cas de collapse des bulles présentes dans le cœur). Elle demande des précautions particulières, à cause des propriétés plus corrosives de l'eau supercritique sur les aciers carbonés exposés à la radioactivité.
Le concept de réacteur à eau supercritique est de facto une évolution du réacteur REB vers les hautes températures et donc vers les meilleurs rendements thermodynamiques puisqu'il est alors possible de fonctionner en vapeur surchauffée.
En perspective il faut indiquer la possibilité d'augmenter le taux de conversion en plutonium 239 du combustible uranium 238 avec peut-être l'atteinte de l'iso-génération (c'est-à-dire la situation dans laquelle la production nette de matières fissibles en fin de vie d'un cœur serait égale ou très voisine à celle investie en début de vie).

## Avantages et inconvénients

### Les avantages du réacteur à eau bouillante
1. Les REB sont attractifs d'un point de vue économique et leur coût moindre peut compenser le surcoût de formation des opérateurs dès qu'une série de quelques réacteurs est exploitée
2. Un REB n'a qu'un circuit, ce qui est gage de simplicité par rapport à un REP. Par exemple, un REP 4 boucles (type N4 ou Konvoy ou EPR) comporte, en plus de la cuve, 5 grosses capacités chaudronnées (4 générateurs de vapeur + le pressuriseur). Dans un REB, la cuve est certes plus grande mais dimensionnée à une pression sensiblement 2 fois moindre. Par ailleurs, du fait du moindre nombre de gros composants, pour une même puissance électrique fournie, l'enceinte de confinement d'un REB est de moindre envergure que celle d'un REP.
3. Ceci se traduit sur le coût d'investissement de l'ensemble de la tranche (îlot nucléaire + îlot conventionnel) (génie civil et composants) qui est de l'ordre de 15 à 18 % moins élevé pour un REB par rapport à un REP de puissance équivalente. Les coûts de combustible et d'exploitation étant voisins dans les deux filières, le coût de l'électricité issue d'un REB est légèrement inférieur à celui de l'électricité issue d'un REP. La différence reste cependant très faible.
4. La pression primaire de fonctionnement d'un REB est sensiblement moitié moindre que celle d'un REP (typiquement 78 à 80 bar comparé à 155 bar). La température de fonctionnement d'un REB est inférieure de 25 à 30 °C par rapport à celle du REP au niveau du circuit primaire dans son ensemble, et de plus de 50 °C si on compare au pressuriseur. Ce domaine de fonctionnement du REB est plus favorable que celui du REP vis-à-vis de la corrosion des circuits primaires par l'eau déminéralisée.
5. La consommation d'électricité nécessaire au fonctionnement d'un REB est moindre que celle nécessaire au fonctionnement d'un REP (l'écart provient principalement de la puissance consommée par les pompes primaires des REP qui sont très puissantes). La puissance nécessaire à la tranche (« l'auto-consommation ») est de l'ordre de 5,4 % de la puissance nette délivrée au réseau pour un REP contre 4,3 % dans le cas d'un REB.
Par le fait, le rendement net de l'installation est augmenté de 1,0 % grossièrement en valeur relative (ces valeurs sont déduites de la statistique du fonctionnement des centrales nucléaires allemandes Kernenergie Aktuell 2008, publiées par Deutsches Atomforum e.V.).
6. Du fait de l'absence de générateurs de vapeur et du pressuriseur, l'instrumentation du REB est moins conséquente que celle du REP (pas de capteurs de niveau GV / pressu, pas de régulation associée...).
7. Les REB ne sont pas contrôlés à l'acide borique dissous. En effet, le maintien constant d'une teneur en bore dans la cuve supposerait un débit d'eau alimentaire exempt d'acide borique qui ferait courir un risque inacceptable de noyage intempestif du cœur en eau claire. Ceci :
  - élimine le problème de la gestion de la teneur en acide borique du circuit primaire, source de préoccupation importante sur les réacteurs contrôlés à l'acide borique dissous.
  - réduit considérablement les effluents liquides émis par l'installation.
  - élimine la source principale de production de tritium dans les REP qui constitue la première source de rejets radioactifs de ces réacteurs.
  - correspond à une conception plus sure puisque dans les analyses de sûreté les risques de perte de maîtrise de la concentration en bore dans le cas des REP font partie des événements jugés prépondérants en termes de risque ; dans le cas du REB une addition d'eau claire dans la cuve dans le cours d'un accident est sans conséquence ; de même les risques de cristallisation de l'acide borique ne sont pas à considérer.
  - réduit les risques de corrosion apportés par l'acide borique qui ont été à l'origine de déboires sérieux sur certains REP. Centrale nucléaire de Davis-Besse événement de 2002.
Les REP peuvent également être contrôlés sans usage de l'acide borique dissous comme de nombreuses études et réalisations l'ont montré, mais en l'état actuel des choses ce n'est pas le cas dans la majorité des cas.
8. En cas d'accident de perte de réfrigérant primaire (APRP) il est nécessaire dans les réacteurs à eau d'injecter de l'eau dans la cuve pour assurer le maintien sous-eau du combustible de façon à prévenir sa dégradation pouvant aller jusqu'à sa fusion partielle ; 
  - dans le cas des REB, cette injection d'eau dans la cuve est en premier lieu faite par les pompes alimentaires de l'installation qui sont en fonctionnement en permanence et dont la disponibilité est contrôlée en permanence.
  - dans le cas des REP, il s'agit d'accumulateurs sous pression ou de pompes en attente disponibles.
9. Les boucles primaires principales d’un REP reliées à la cuve et la tuyauterie d’extraction de vapeur du REB sont de diamètre assez comparable, mais :
  - d’une part, en cas de rupture d’une boucle de REP, le débit massique durant les phases initiales de l’accident (en eau puis mélange diphasique) est très supérieur au cas des REB où le débit est initialement en vapeur et où la tuyauterie se situe en partie supérieure de la cuve
  - d’autre part, il est beaucoup plus aisé de pratiquer une restriction locale au niveau de la sortie vapeur sur la cuve dans le cas des REB que sur les boucles en eau des REP réduisant le débit massique vapeur ou diphasique à considérer en cas de rupture.
Ces éléments font, par exemple, que les accumulateurs sous pression de gaz nécessaires sur les REP pour noyer à nouveau rapidement le cœur en cas de rupture des boucles primaires, ne sont pas nécessaires sur les REB.
La tuyauterie d’eau alimentaire d’un REB – de diamètre très inférieur au collecteur de vapeur - peut comporter un clapet de non retour placé au voisinage de la paroi de cuve, éliminant pratiquement les risques de dénoyage du cœur en cas de rupture.
10. Outre les systèmes en fonctionnement en situation normale comme évoqué au point précédent (dans le cas des REB l'eau alimentaire constitue de facto un système d'injection d'eau de sécurité dans la cuve en fonctionnement permanent), il existe, tant dans le cas des REB que des REP, des systèmes d'injection de sécurité dans la cuve dont les niveaux de fiabilité sont assez équivalents d'une filière à l'autre.
Toutefois :
  - d'une part dans le cas des REP, la pression à laquelle ces systèmes doivent refouler pour obtenir l'injection peut être supérieure au cas des REB, même si pour la plupart des accidents la pression primaire baisse (notamment dans le cas des brèches de diamètre supérieure à 1 pouce),
  - d'autre part dans le cas des REB, ces systèmes injectent directement dans la cuve (pour la raison simple qu'il n'y pas le choix...) et non pas en un autre point du circuit primaire et typiquement dans les boucles comme dans un bon nombre de REP ; la disposition d'injection directe en cuve est avantageuse en ce sens qu'elle supprime un assez grand nombre de modes communs notamment dans le cas de rupture de circuits liés aux boucles primaires principales (un certain nombre de REP comme ceux de technique Babcok ou dérivée (ABB) ont toutefois une injection de sécurité directe en cuve. Par exemple : Centrale nucléaire de Mülheim-Kärlich en Allemagne ou Centrale nucléaire d'Oconee aux États-Unis.
11. L’enceinte de confinement du REB est généralement sous atmosphère inerte ce qui présente l'avantage d'éliminer le risque d’incendie en service normal et toute réaction chimique avec l’hydrogène émis par réaction zirconium eau en cas d’accident grave. Toutefois cette disposition crée une gêne en exploitation/maintenance pour accéder au compartiment réacteur et comporte un risque accru d'asphyxie des opérateurs, modérée cependant par le fait qu'un certain nombre de composants lourds demandant une maintenance importante tel que le pont principal de manutention par exemple sont disposés hors enceinte.
À noter par ailleurs :
  - que la mise sous atmosphère inerte est un choix préférentiel actuel mais n'est pas indispensable
  - que les enceintes REP pourraient aussi être placées sous atmosphère neutre si la nécessité y conduisait
  - que l'expérience de Fukushima en mars 2011 a montré que le risque de combustion d'hydrogène n'était pas à exclure en cas d'accident grave...
12. Les possibilités de faire varier la modération dans les cœurs de REB sont au moins potentiellement supérieures au cas des REP. 
Dès lors les possibilités d'augmentation du taux de conversion de l'uranium 238 en plutonium 239 fissile sont potentiellement plus importantes dans le cas des REB que dans le cas des REP.
D'une façon générale les REB utilisent mieux l'uranium que les REP, ce qui peut se révéler intéressant dans l'hypothèse d'un raréfaction -à long terme- des sources d'uranium naturel, mais des possibilités existent aussi dans le cas des REP.
13. La mise en œuvre du cycle du thorium 232 // uranium 233 est potentiellement possible avec un réacteur du type REB. C'est également le cas avec un réacteur du type REP mais de façon a priori moins commode puisque la modération est « naturellement moindre » dans le cas du REB.

### Les inconvénients du réacteur à eau bouillante
En contrepoint des avantages évoqués ci-dessus les REB présentent plusieurs inconvénients par rapport aux REP :
1. La puissance (électrique) unitaire des REP est plutôt supérieure à celle des REB, mais l'écart n'est pas très important et ne dépasse pas 15 % (par exemple : 1 550 MWe pour l'ESBWR et 1 650 MWe pour l'EPR — avec une option possible à 1 800 MWe).
2. Le contrôle en réactivité des REB est complexifié par rapport à celui des REP pour la raison principale qu'un taux de vide important existe en fonctionnement dans l'eau/vapeur circulant dans le cœur des REB alors même que l'eau présente dans le cœur du REP est entièrement liquide au premier ordre. La nécessité d'avoir un coefficient de vide négatif pour raisons de sûreté implique une reprise de réactivité importante en cas de collapsus des bulles de vapeur présente dans le cœur à la suite par exemple d'une réduction rapide du débit vapeur extrait du réacteur (avec fermeture des vannes vapeur). En ordre de grandeur cet effet est de l'ordre de 4 000 pcm qui doit donc être compensé par une élévation de température et une manœuvre des barres.
3. Une pénalité des REB vient de la nécessité d'avoir un gainage du combustible particulièrement étanche. Cela étant dès lors que la densité de puissance du cœur des REB est en gros deux fois moindre que celle des REP (la puissance spécifique volumique du cœur d'un REB ne dépasse pas 50 MW/m3 en ordre de grandeur) cette étanchéité est de facto assurée en fonctionnement normal. La température à cœur du combustible est moindre dans un REB que dans un REP 
En outre, si une perte d'étanchéité du gainage est constatée en service impliquant la présence potentielle de produits de fission (PF) (notamment gazeux, mais pas seulement) dans la partie turbine du circuit véhiculant l'eau et la vapeur primaire ceci n'a pas, sur un réacteur électrogène terrestre, de conséquences graves immédiates ; il faut cependant isoler rapidement l'extraction de vapeur ce qui peut être fait au moyen d'un nombre suffisant de vannes d'isolement sur la vapeur -lesquelles pourraient être en nombre important s'il le fallait- sans pénalité importante sur le fonctionnement normal de l'installation.
4. La vapeur produite est radioactive ce qui complique l'accès au hall turbine pendant le fonctionnement ; toutefois post arrêt étant donné que les principaux corps formés par irradiation de l'eau sont à période très courte (moins de 10 secondes), il n'y a pas de réel problème pour les opérations de maintenance. Ceci, sauf dans les cas incidentels où l'étanchéité du gainage du combustible aurait été affectée et où par exemple des produits de fission gazeux seraient alors transférés vers la turbine et le condenseur. Le hall turbine d'un REB est dès lors une zone contrôlée nucléaire de façon plus stricte et plus complexe d'accès et de ventilation que le hall machine d'un REP
5. À puissance égale donnée, un REB comporte un plus grand nombre d'éléments combustibles (typiquement 4 fois plus) et d'absorbants de contrôle. Le rechargement d'un cœur de REB est ainsi plus long que celui d'un cœur de REP
6. Les mécanismes de manœuvre des absorbants de contrôle de la réactivité sont placés en partie inférieure de la cuve à l'image de ce qui est fait dans de nombreuses piles piscines.  
L'insertion des absorbants dans le cœur en cas d'arrêt d'urgence n'est pas simplement gravitaire comme dans le cas des REP ou typiquement la coupure de l'alimentation électrique d'un électro-aimant suffit à provoquer la chute. Chaque absorbant est équipé d'un système oléo-pneumatique d'insertion dans le cœur, dont la fiabilité est élevée (c'est un système « passif ») mais qui est plus complexe que le système mis classiquement en œuvre dans les REP.
Des architectures de REB en cours d'études éliminent ces pénalités en prévoyant des absorbants manœuvrés au travers du couvercle de cuve et à chute gravitaire tel que le réacteur russe VK300 en cours de développement, par exemple, mais ceci n'a pas atteint le stade de la mise en œuvre industrielle.
7. Les habillages internes de cuve sont plutôt plus complexes que ceux d'un REP essentiellement du fait qu'il faut organiser :
  - la séparation de la vapeur
  - la recirculation de l'eau saturée
À remarquer cependant que cette relative complexité des internes cuve devient un avantage lorsqu'il s'agit de gérer les premiers instants d'un accident de rupture de tuyauterie liée à la cuve car dans cette hypothèse l'intégralité du volume intérieur de la cuve se trouve ipso-facto en large communication et équilibre de pression, ce qui n'est pas le cas de nombreux REP ou ces cas d'accidents différents suivant si la brèche considérée est liée à la boucle « chaude » ou « froide » (la rupture en boucle froide est plus pénalisante)
8. L'instrumentation en cuve est un peu plus compliquée dans le cas des REB que des REP
9. Les traversées en fond de cuve que représentent les traversées pour mécanismes de manœuvre constituent une faiblesse du système plus grande que dans le cas des REP car une fuite importante ou brèche à ce niveau augmente le risque de dénoyage du cœur 
À signaler que des REB en études suppriment ce défaut (projet russe VK300)
10. La gestion des gaz de radiolyse de l'eau dans le cœur (production d'hydrogène) est plus malcommode dans un REB que dans un REP, ce qui a historiquement conduit à divers incidents ; ce point lié entre autres au dessin détaillé des internes cuve supérieurs est réglable cependant sans difficultés majeures
11. La gestion de l'eau du côté turbine et plus stricte et complexe que dans le cas d'un REP puisqu'il s'agit d'eau primaire ; par exemple :
  - la filtration épuration de l'eau avant retour à la cuve est plus stricte que dans le cas de l'eau secondaire des REP
  - les turbines doivent être à étanchéité totale ou contrôlée (gaz incondensables extraits de la turbine potentiellement radioactifs, etc.)
12. Dans un REB la forme partiellement vapeur du modérateur (de l'eau liquide en cours d'évaporation dans la zone supérieure du cœur) est moins favorable (et moins aisée à maîtriser et modéliser) du point de vue des contre-réactions à une excursion de puissance que dans un REP. 
La modélisation des phénomènes thermohydrauliques et neutroniques dans le cas des REB est ainsi plus compliquée que dans le cas des REP, ceci handicape les REB notamment lorsqu'on cherche à augmenter la puissance.
13. La présence d'un circuit secondaire entre le cœur et la turbine, comme c'est le cas pour les REP, établit une barrière supplémentaire en cas d'incident/accident. En fonctionnement la turbine se trouve à l'intérieur de la zone confinée
14. En l'absence de source froide située géométriquement au-dessus du cœur (comme dans le cas des GV Westinghouse, notamment), la circulation naturelle par thermosiphon n'est pas possible. En cas de perte des pompes de recirculation, le refroidissement se fait donc uniquement par décharge de la vapeur vers le tore de « suppression de pression », et par conséquent cela engendre une perte de la masse d'eau qu'il faut pouvoir compenser, sous peine de mener à la fusion du cœur. Toutefois cet inconvénient important se trouve éliminé dans les projets de REB récents comme l'ESBWR ou KERENA dans lesquels la décharge de vapeur est dirigée vers un condenseur interne à l'enceinte (condenseur d'isolement) et recirculée gravitairement vers  la cuve.

### Les aspects équivalents des réacteurs REB et REP
Vis-à-vis d'un certain nombre de points les deux filières peuvent être considérées comme équivalentes 
1. Taux de combustion du combustible : Bien que la neutronique et la thermohydraulique d'un REB soient a priori plus complexes que celle d'un REP les taux de combustion du combustible atteints par les REB sont de facto quasiment les mêmes que ceux des REP
2. Les variations de puissance dans le cas des REB sont réalisées en faisant varier le débit des boucles de re circulation, ce qui n'est pas en soi très simple. Dans le cas des REP ou la régulation pourrait apparaître plus aisée de prime abord, le fonctionnement en suivi de charge a fait l'objet de nombreuses études et comporte de nombreuses limitations
3. Disponibilité générale. Les comparaisons publiées par les électriciens ne font pas apparaître de différences significatives en matière de disponibilité générale des tranches REP par rapport aux REB
4. L'industrie nucléaire des pays comme le Japon, par exemple, qui disposent des deux types de réacteurs REP et REB sur leur territoire se trouve en bonne situation de compétitivité vis-à-vis du marché mondial des réacteurs à eau légère.

### Rendement thermodynamique comparatif
Dans un REB il n'y a pas d'échange thermique entre un circuit primaire en eau liquide et un circuit secondaire en eau vapeur comme dans un REP. 
Le rendement thermodynamique d'un REB est un peu meilleur que celui d'un REP tout en restant très voisin pour les raisons suivantes :
- les deux types de réacteur produisent de la vapeur saturée sèche à des températures très voisines ; la possibilité de surchauffer la vapeur pour augmenter le rendement thermodynamique n'a été mise en œuvre de façon industrielle ni par les REP ni par les REB alors que dans ce dernier cas les conditions d'échanges thermiques s'y prêteraient mieux a priori

- la pression de la vapeur saturée produite est plus aisément ajustable à la valeur optimale, en termes de rendement thermodynamique du cycle en vapeur saturée, soit aux environs de 80 bar dans le cas des REB puisque cette pression est celle à laquelle le réacteur fonctionne alors même que dans le cas du REP pour obtenir la même pression de vapeur il est nécessaire de faire fonctionner le circuit primaire du réacteur à une température plus élevée (typiquement de 25 à 30 °C en gros) et donc à une pression primaire nettement plus élevée pour que ledit circuit soit liquide aux températures en question. Typiquement la pression de fonctionnement du circuit primaire d'un REP (155 bar) est ainsi double de celle d'un REB. À remarquer que le réacteur EPR (REP) a augmenté -par rapport aux générations de REP antérieures- la valeur de la pression de la vapeur produite à pleine puissance jusqu'à 78 bar ce qui correspond sensiblement à la valeur optimale pour le rendement d'un cycle en vapeur saturée, comme le font assez couramment -on pourra dire « naturellement »- l'ensemble des réacteurs REB

- l'auto-consommation d'électricité nécessaire au fonctionnement d'un REB est moindre que celle nécessaire au fonctionnement d'un REP (l'écart provient principalement de la puissance consommée par les pompes primaires des REP qui sont très puissantes du fait des vitesses d'écoulement importantes dans les boucles). La puissance nécessaire à la tranche est de l'ordre de 5,4 % de la puissance nette délivrée au réseau pour un REP contre 4,3 % dans le cas d'un REB. Par le fait, le rendement net de l'installation est augmenté de 1,0 % grossièrement en valeur relative (ces valeurs sont déduites de la statistique du fonctionnement des centrales nucléaires allemandes Kernenergie Aktuell 2008, publiées par Deutsches Atomforum e.V.).

### Commentaires sur la comparaison REB vs REP dans le cas d'une application électrogène terrestre
L'exercice de comparaison est très difficile ; les deux filières ont des avantages et des inconvénients.
La comparaison doit être faite en tenant compte de l'évolution possible des concepts. Sur ce point la filière REB qui a beaucoup progressé ces 20 dernières années a une marge de progrès plutôt plus importante que celle de la filière REP.
Les aspects économiques sont prépondérants et sur ce point tant à la construction que du point de vue de l'économie du combustible la filière REB est plutôt mieux placée.
| Point comparé                                                | Explication de l'avantage | Meilleure technologie suivant ce critère |
| ------------------------------------------------------------ | --- | ---------------------------------------- |
| Simplicité du circuit de transmission de chaleur             | Les REB n’ont pas de générateurs de vapeur, la vapeur est produite directement dans la cuve, ainsi on supprime une interface thermique par rapport au REP | REB                                      |
| Électricité nécessaire au fonctionnement (auto-consommation) | Les pompes primaires des REP sont très puissantes | REB                                      |
| Compacité du cœur et de la cuve                              | La densité de puissance d'un cœur de REP est double de celle d'un cœur de REB                                                                             | REP                                      |
| Compacité de l'enceinte du réacteur                          | Le REB ne présente qu'une capacité sous pression : la cuve contre 5 ou 6 pour les REP                                                                     | REB                                      |
| Dangerosité des fuites du primaire                           | Si le circuit primaire est sous pression, les fuites peuvent avoir des conséquences plus graves                                                           | REB                                      |
| Résistance aux fuites                                        | La présence d'un circuit secondaire est une protection | REP                                      |
| Fluide caloporteur corrosif                                  | Un problème posé par l'emploi d'acide borique dans le caloporteur                                                                                         | REB                                      |
| Modélisation des échanges de chaleur                         | Un liquide est plus facile a modéliser lorsqu'il est loin de son point d'ébullition                                                                       | REP                                      |
| Rendement énergétique global                                 | Le fonctionnement à deux circuits dont un haute pression est défavorable au rendement global                                                              | REB                                      |
| Entretien des turbines et de la salle des machines           | Plus difficile si le caloporteur est radioactif | REP                                      |
| Génération de matière fissile                                | En jouant sur la modération on peut produire du plutonium fissile ou de l'U233 fissile également (à partir du thorium 232)                                | REB                                      |
| Temps de rechargement                                        | Les cœurs de REB présentent un plus grand nombre d'éléments combustible                                                                                   | REP                                      |
| Refroidissement passif                                       | Les deux filières sont capables de systèmes passifs d'évacuation de la puissance résiduelle                                                               | REP et REB de nouvelle génération        |

## Accidents et incidents nucléaires sérieux

### Incident sérieux de Forsmark (2006)
Le 25 juillet 2006, un incident très sérieux a affecté la centrale de Forsmark en Suède équipée de 3 réacteurs à eau bouillante. Une perte totale et prolongée de l'électricité d'alimentation d'un des 3 réacteurs est à l'origine de la gravité potentielle de cet événement.
L'alimentation électrique de la tranche affectée a été récupérée avant que le dénoyage du cœur se soit produit.  
Pour important qu'il soit cet événement ne remet pas en cause les conclusions ci-dessus en matière de sûreté absolue et comparée des REB et des REP car la question posée par cet événement est prioritairement la fiabilité des groupes diesels de sauvegarde et plus généralement celle de la fiabilité des sources et fournitures d'électricité. 
Il est certain qu'un réacteur nucléaire de puissance ne peut se passer durablement d'une alimentation électrique. Toutes les dispositions nécessaires et les redondances associées doivent être prévues pour rendre improbable la perte d'alimentation électrique. Les sources d'électricité en attente disponible doivent être testées périodiquement. Ceci vaut tout autant pour les REP que pour les REB

### Accidents de Fukushima (2011)
Le séisme au Japon du 11 mars 2011 a affecté les centrales de Onagawa, de Fukushima Daiichi et de Fukushima Daini. La centrale de  Fukushima Daiichi est la plus affectée avec une perte d'alimentation électrique prolongée des systèmes de sécurité, ce qui a conduit à une explosion du bâtiment des réacteurs no 1 et 3, et a provoqué la fusion partielle des cœurs des réacteurs 1, 2 et 3 (selon l'Autorité de sûreté nucléaire française, l'ASN).